# Santo Domingo
Santo Domingo (phát âm tiếng Tây Ban Nha: [ˈsanto ðoˈmiŋɡo], nghĩa là "Thánh Đôminicô"), tên chính thức Santo Domingo de Guzmán, là thủ đô kiêm thành phố lớn nhất của Cộng hòa Dominica, đồng thời có vùng đô thị lớn nhất Caribe. Tính đến năm 2010, dân số thành phố là 965.040 người, và đạt đến 2.908.607 người khi tính toàn vùng đô thị. Địa giới thành phố đồng nhất với của Distrito Nacional ("D.N.", "Quận Thủ đô"), tiếp giáp ba mặt với tỉnh Santo Domingo.
Thành lập bởi Bartolomeo Colombo năm 1496, trên bờ đông của sông Ozama, rồi được Nicolás de Ovando chuyển sang bờ tây vào năm 1502, thành phố này là điểm dân cư liên tục có người sống cổ nhất của châu Mỹ, và là thủ phủ đầu tiên của Tây Ban Nha tại Tân Thế giới. Santo Domingo còn là nơi có trường đại học, thành thờ, lâu đài, tu viên, và pháo đài đầu tiên của Tân Thế giới. Ciudad Colonial của thành phố được UNESCO công nhận là Di sản thế giới. Santo Domingo mang tên Ciudad Trujillo (phát âm tiếng Tây Ban Nha: [sjuˈðað tɾuˈxiʝo]) từ năm 1936 đến 1961, theo tên nhà độc tài Rafael Trujillo. Sau khi Trujillo bị ám sát, thành lấy lại tên cũ.
Santo Domingo là trung tâm văn hóa, tài chính, chính trị, thương mại và công nghiệp của Cộng hòa Dominica. Santo Domingo cũng đóng vai trò cảng chính của đất nước. Hải cảng nơi cửa sông Ozama đón đưa những con tàu lớn, tiếp nhận cả tàu khách và tàu chở hàng. Khí hậu nói chung là nóng quanh năm, nhưng gió mát thổi thường xuyên vào mùa đông.

## Khí hậu
| Tháng                               | 1           | 2           | 3           | 4           | 5            | 6            | 7            | 8            | 9            | 10           | 11           | 12          | Năm           |
| ----------------------------------- | ----------- | ----------- | ----------- | ----------- | ------------ | ------------ | ------------ | ------------ | ------------ | ------------ | ------------ | ----------- | ------------- |
| Cao kỉ lục °C (°F)                  | 34.4 (93.9) | 33.9 (93.0) | 36.0 (96.8) | 37.0 (98.6) | 39.5 (103.1) | 37.2 (99.0)  | 37.8 (100.0) | 38.8 (101.8) | 36.7 (98.1)  | 38.8 (101.8) | 35.0 (95.0)  | 33.5 (92.3) | 39.5 (103.1)  |
| Trung bình ngày tối đa °C (°F)      | 29.4 (84.9) | 29.3 (84.7) | 29.6 (85.3) | 30.3 (86.5) | 30.6 (87.1)  | 31.3 (88.3)  | 31.7 (89.1)  | 31.8 (89.2)  | 31.6 (88.9)  | 31.3 (88.3)  | 30.8 (87.4)  | 29.8 (85.6) | 30.6 (87.1)   |
| Trung bình ngày °C (°F)             | 24.7 (76.5) | 24.6 (76.3) | 25.1 (77.2) | 25.8 (78.4) | 26.5 (79.7)  | 27.2 (81.0)  | 27.3 (81.1)  | 27.4 (81.3)  | 27.3 (81.1)  | 26.9 (80.4)  | 26.3 (79.3)  | 25.2 (77.4) | 26.2 (79.2)   |
| Tối thiểu trung bình ngày °C (°F)   | 20.0 (68.0) | 19.9 (67.8) | 20.5 (68.9) | 21.4 (70.5) | 22.5 (72.5)  | 23.1 (73.6)  | 23.0 (73.4)  | 23.0 (73.4)  | 23.0 (73.4)  | 22.6 (72.7)  | 21.9 (71.4)  | 20.6 (69.1) | 21.8 (71.2)   |
| Thấp kỉ lục °C (°F)                 | 11.0 (51.8) | 11.0 (51.8) | 13.3 (55.9) | 15.5 (59.9) | 16.5 (61.7)  | 18.6 (65.5)  | 18.2 (64.8)  | 18.0 (64.4)  | 18.0 (64.4)  | 17.0 (62.6)  | 17.0 (62.6)  | 13.0 (55.4) | 11.0 (51.8)   |
| Lượng mưa trung bình mm (inches)    | 74.5 (2.93) | 67.9 (2.67) | 61.9 (2.44) | 72.1 (2.84) | 176.6 (6.95) | 116.4 (4.58) | 131.2 (5.17) | 178.1 (7.01) | 208.7 (8.22) | 186.2 (7.33) | 132.5 (5.22) | 82.9 (3.26) | 1.489 (58.62) |
| Số ngày mưa trung bình (≥ 1.0 mm)   | 8.3         | 6.8         | 7.0         | 6.5         | 10.5         | 9.3          | 10.8         | 11.5         | 12.1         | 12.5         | 10.7         | 9.1         | 115.1         |
| Độ ẩm tương đối trung bình (%)      | 82.0        | 81.1        | 80.1        | 79.4        | 82.2         | 82.2         | 82.2         | 83.3         | 84.0         | 84.8         | 84.0         | 82.6        | 82.3          |
| Số giờ nắng trung bình tháng        | 239.7       | 229.6       | 253.4       | 248.8       | 233.9        | 232.3        | 225.9        | 231.6        | 219.9        | 230.7        | 227.5        | 224.1       | 2.797,4       |
| Nguồn 1: ONAMET                     |             |             |             |             |              |              |              |              |              |              |              |             |               |
| Nguồn 2: Diario Libre, Meteo Climat |             |             |             |             |              |              |              |              |              |              |              |             |               |